# Wilfried de Pree
Wilfried Adriaan (Wilfried) de Pree (Nieuwer-Amstel, 30 mei 1938) is een voormalig Tweede Kamerlid voor de PvdA en theoloog. De Pree is de laatst gepromoveerde theoloog van het parlement.

## Biografie
De Pree studeerde theologie aan de Rijksuniversiteit Utrecht, promoveerde aan dezelfde universiteit, in 1971 op Maatschappijkritiek en theologiekritiek, en werd Nederlands-hervormd predikant in Hindeloopen en Assen in de periode 1964-1973. Daarna werd hij docent sociale filosofie en ethiek aan de Sociale Academie in Leeuwarden. Daar werd hij ook gemeenteraadslid van 1978 tot 1981, vanaf 1978 was hij tevens wethouder van welzijnsaangelegenheden. In 1981 werd hij gekozen in de Tweede Kamer, waar hij tot 1994 lid van bleef. Hij was woordvoerder op volkshuisvesting en volksgezondheid.
- Digitale Bibliotheek voor de Nederlandse Letteren: pree003
- Parlement.com: vg09llmre9ib